# Ґоміз
Ґоміз (перс. گميز) — село в Ірані, у дегестані Сарук, у бахші Сарук, шагрестані Фараган остану Марказі. За даними перепису 2006 року, його населення становило 21 особу, що проживали у складі 5 сімей.

## Клімат
Середня річна температура становить 10,98°C, середня максимальна – 29,94°C, а середня мінімальна – -10,61°C. Середня річна кількість опадів – 267 мм.
| Клімат поселення                              | Клімат поселення | Клімат поселення | Клімат поселення | Клімат поселення | Клімат поселення | Клімат поселення | Клімат поселення | Клімат поселення | Клімат поселення | Клімат поселення | Клімат поселення | Клімат поселення | Клімат поселення |
| Показник                                      | Січ.             | Лют.             | Бер.             | Квіт.            | Трав.            | Черв.            | Лип.             | Серп.            | Вер.             | Жовт.            | Лист.            | Груд.            |                  |
| Середній максимум, °C                         | 5,31             | 6,77             | 11,15            | 17,63            | 22,74            | 28,45            | 29,94            | 29,69            | 24,86            | 18,48            | 11,60            | 6,08             |                  |
| Середня температура, °C                       | −2,64            | −1,18            | 3,20             | 9,69             | 14,80            | 20,50            | 24,41            | 24,16            | 19,34            | 12,93            | 6,06             | 0,54             |                  |
| Середній мінімум, °C                          | −10,61           | −9,14            | −4,75            | 1,73             | 6,85             | 12,54            | 18,86            | 18,64            | 13,80            | 7,40             | 0,52             | −5,01            |                  |
| Норма опадів, мм                              | 39               | 35               | 48               | 36               | 34               | 6                | 1                | 1                | 0                | 7                | 24               | 36               |                  |
| Середньомісячна швидкість вітру, м/с          | 1.66             | 2.21             | 2.99             | 2.75             | 2.81             | 2.36             | 2.31             | 2.31             | 2.13             | 2.05             | 1.73             | 1.33             |                  |
| Середньомісячна сонячна радіація, кДж/м²·день | 9111             | 12263            | 14838            | 18314            | 22076            | 26974            | 25966            | 24043            | 21114            | 15618            | 10910            | 8973             |                  |
| --------------------------------------------- | ---------------- | ---------------- | ---------------- | ---------------- | ---------------- | ---------------- | ---------------- | ---------------- | ---------------- | ---------------- | ---------------- | ---------------- | ---------------- |
| Джерело:                                      |                  |                  |                  |                  |                  |                  |                  |                  |                  |                  |                  |                  |                  |